# Dafinso
Dafinso est une commune rurale du département de Bobo-Dioulasso de la province du Houet dans la région du Hauts-Bassins au Burkina Faso.

## Géographie
Dafinso est située dans le 2e arrondissement du département de Bobo-Dioulasso, à 12 km du centre de Bobo-Dioulasso.

## Économie
L'économie de la commune est liée à sa localisation le long de la route nationale 10 sur l'axe Bobo-Dioulasso–Dédougou ainsi qu'à la halte ferroviaire de Dafinso sur la ligne d'Abidjan à Ouagadougou permettant des échanges commerciaux.